# Sete Barras
Sete Barras là một đô thị ở bang São Paulo của Brasil. Đô thị này nằm ở vĩ độ 24º23'16" độ vĩ nam và kinh độ 47º55'32" độ vĩ tây, trên khu vực có độ cao 30 m. Dân số năm 2004 ước tính là 14.323 người.

## Địa lý
Đô thị này có diện tích 1.052,106 km².

### Sông ngòi
- Sông Juquiá
- Sông Ribeira de Iguape
- Sông Preto
- Sông Saibadela
- Sông Etá
- Sông Dois Irmãos
- Sông Ipiranga
- Ribeirão Turvo

### Các khu phố
- Vila São João
- Jardim Magário
- Jardim Nossa Senhora de Aparecida
- Jardim Ipiranga

### Các xa lộ
- SP-139
- SP-165